# ۴۰ (میلادی)
۴۰ (میلادی) چهلمین سال تقویم میلادی است.

## رویدادها
بر اساس مکان
امپراتوری روم
- امپراتور کالیگولا، کنسولی بدون همکار است.[۱]
- کالیگولا لشکرکشی برای فتح بریتانیا را آغاز می‌کند که به طرز فجیعی شکست می‌خورد. او صرف نظر از این موضوع، خود را پیروز اعلام می‌کند.[۲]
- نوریکوم و مورتانیا در امپراتوری روم گنجانده شده اند.[۳]
- کالیگولا، اصولگرایی را به یک حکومت خودکامه هلنیستی تبدیل می‌کند. او افتخارات را با بی‌دقتی توزیع می‌کند، خود را خدا اعلام می‌کند و دستور می‌دهد که سر تمام مجسمه‌های خدایان یونانی با سر او جایگزین شود. او همچنین اسب خود، اینسیتاتوس، را به عنوان سناتور منصوب می‌کند.
- ساخت و ساز در قنات پونت دو گارد در گالیا ناربوننسیس (تاریخ تقریبی) آغاز می شود.[۴]

اروپا
- قبیله آلمانی کوادی شروع به سکونت در موراویا و اسلواکی امروزی کرد.[۵]

پارت
- وردان با عنوان اشک نوزدهم پادشاه اشکانیان شد.

ویتنام
- خواهران چینگ ویتنامی علیه حکومت امپراتور چینی گوانگ وو از سلسله هان شورش کردند.[۶]

بر اساس موضوع
هنرها و علوم
- فیلون تعلیم می‌دهد که همه انسان‌ها آزاد به دنیا می‌آیند.

دین
- مسیحیت با تأسیس کلیسا در اسکندریه به مصر آمد. مرقسِ انجیل‌نویس به عنوان اولین پاتریارک (تاریخ سنتی) کلیسای اسکندریه را تأسیس کرد.[۷]
- یک کلیسای اولیه مسیحی در قرنتس ساخته شد (احتمالاً تاریخ).
- تاریخ سنتی ملاقات یعقوب پسر زبدی با بانوی ستون ما در اسپانیا

## زادگان
- 13 ژوئن - گنائوس جولیوس آگریکولا، فرماندار رومی (متوفی 93 پس از میلاد)

- کلودیا اکتاویا، دختر کلودیوس و مسالینا (متوفی ۶۲ پس از میلاد)

- دیو کریزوستوم، فیلسوف و مورخ یونانی (د. حدود 115)

- ما، ملکه چین سلسله هان (متوفی ۷۹ پس از میلاد)

- پدانیوس دیوسکوریدس، پزشک و داروشناس یونانی (متوفی 90 پس از میلاد)

- سکستوس جولیوس فرونتینوس، ژنرال رومی و نویسنده نظامی (متوفی 103)[۸]

- تیتوس پترونیوس سکوندوس، بخشدار رومی (متوفی 97 پس از میلاد)

## درگذشتگان
- گنائوس دومیتیوس آهنوباربوس، شوهر آگریپینا جوان (متولد ۱۷ پیش از میلاد)

- فاوستوس کورنلیوس سولا، سیاستمدار رومی و کنسول تابع

- بطلمیوس موریتانی، پادشاه دست نشانده روم (اعدام شده توسط کالیگولا)